# Torpedo Mark 14
El torpedo Mark 14 fue un torpedo fabricado en Estados Unidos para equipar submarinos. Fue el arma estándar de la Armada de los Estados Unidos durante la Segunda Guerra Mundial.

## Características
Es un torpedo antisuperficie de corrida recta. Su alcance alcanzaba las 4500 yardas (4114,8 m) disparado a 46 nudos de velocidad.

## Usuarios
| País           | Usuario                      | Plataforma                  |
| -------------- | ---------------------------- | --------------------------- |
| Estados Unidos | Armada de los Estados Unidos | Submarino de la clase Balao |
| Argentina      | Armada Argentina             | Submarino de la clase Balao |

## Historia de servicio

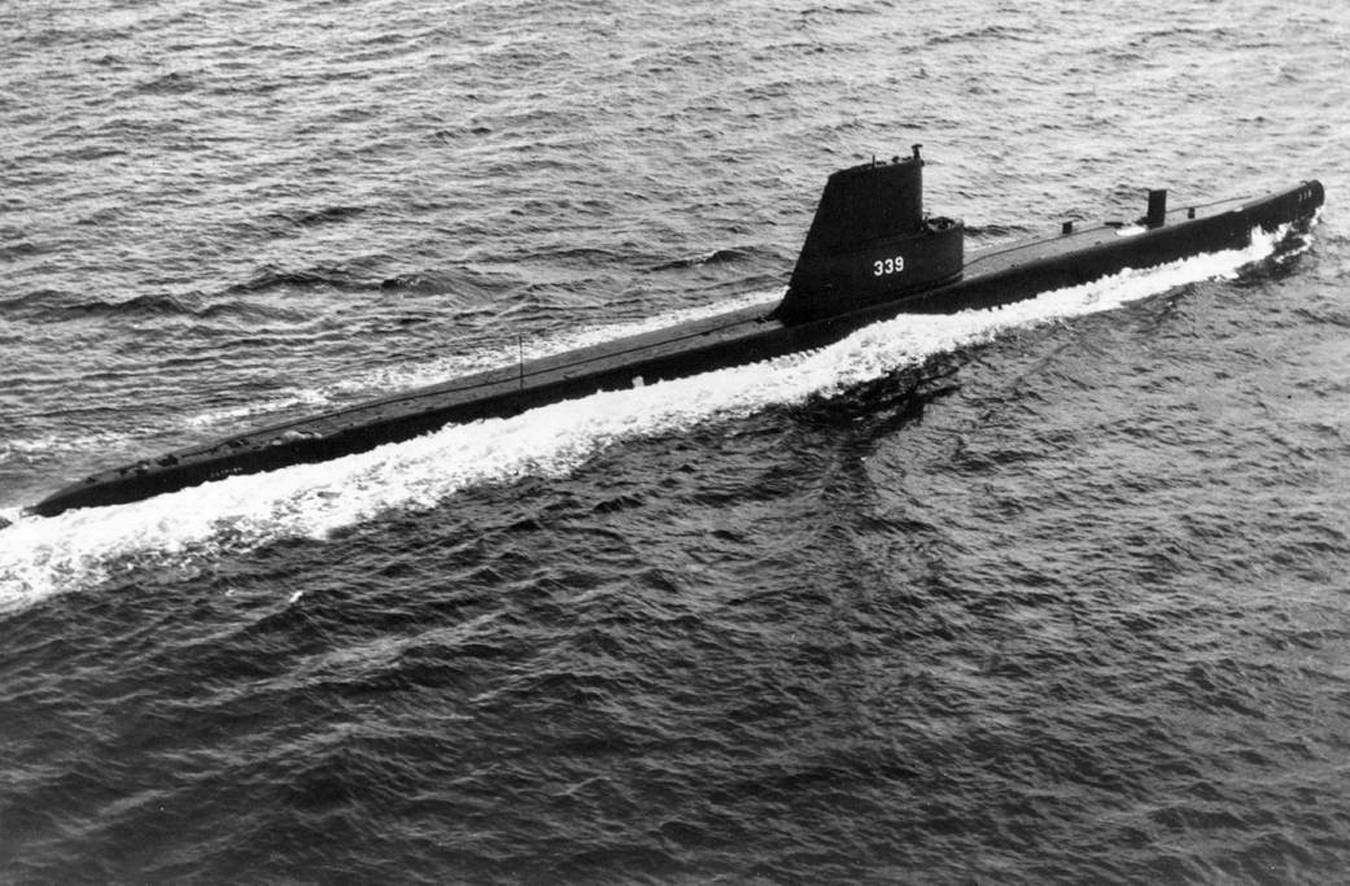
El submarino ARA Santa Fe

El torpedo Mark 14 fue el arma estándar de los submarinos de la Armada de los Estados Unidos durante la Segunda Guerra Mundial. Fue un arma con numerosos problemas y novedades.
Durante la guerra de las Malvinas, el submarino de la clase Balao ARA Santa Fe de la Armada Argentina cargó torpedos Mark 14 aunque cayó capturado por fuerzas enemigas antes de realizar disparos.